# インテリジェンス (テレビドラマ)
『インテリジェンス』または『サイバー諜報員 ～インテリジェンス～』（原題： Intelligence)は、アメリカ合衆国のテレビドラマ。

## キャラクターとキャスト

### メイン
ガブリエル・ヴォーン
演 - ジョシュ・ホロウェイ（Josh Holloway）、日本語吹替 - 宮内敦士
リリアン・ストランド
演 - マーグ・ヘルゲンバーガー（Marg Helgenberger）、日本語吹替 - 高島雅羅
ライリー・ニール
演 - ミーガン・オリー（Meghan Ory）、日本語吹替 - 佐古真弓
クリス・ジェイムソン
演 - マイケル・レイディ（Michael Rady）
シェネンドーア・キャシディ
演 - ジョン・ビリングズリー（John Billingsley）、日本語吹替 - 佐々木梅治
ネルソン・キャシディ
演 - P・J・バーン（P.J. Byrne）、日本語吹替 - 堂坂晃三

### 準レギュラー
アダム・ウェザリー
演 - トーマス・アラナ（ Tomas Arana）、日本語吹替 - 魚建
ジェフリー・テタズー
演 - ランス・レディック（Lance Reddick）、日本語吹替 - 花田光
リーランド・ストランド
演 - ピーター・コヨーテ（Peter Coyote）、日本語吹替 - 金尾哲夫
アメリア・ヘイズ
演 - ズレイカ・ロビンソン（Zuleikha Robinson）

### ゲスト
| No. | ゲストキャスト | 役名 |
| --- | --- | --- |
| 01  | エルデン・ヘンソン(Elden Henson) ウィル・ユン・リー(Will Yun Lee) ロザリンド・チャオ(Rosalind Chao) グレース・ファン(Grace Huang)                | エイモス・ペンブローク（No.03） ジン・コン（日本語吹替:遠藤大智） シェン・リー・ウォン メイ・チェン（日本語吹替:木下紗華） |
| 02  | キャス・アンバー(Cas Anvar) ニック・マッソー(Nicholas Massouh) ヨーグ・コンスタンティン(Yorgo Constantine)                                       | イブラヒム・アル・ムニン マリク・ハサニ マリウス・コティアール博士                                                         |
| 03  | アニー・ワーシング(Annie Wersching) フェイ・キングスリー(Faye Kingslee)                                                                          | ケイト・アンダーソン メイ・チェン（日本語吹替:木下紗華）                                                                   |
| 04  | マイケル・トルッコ(Michael Trucco) ターニャ・レイモンド(Tania Raymonde) ビル・スミトロビッチ(Bill Smitrovich)                                    | グリフィン エミリー・タイナー スタンウィック・フィネガン                                                                   |
| 05  | カルロス・サンズ(Carlos Sanz) ロバート・カーティス・ブラウン(Robert Curtis Brown) アビー・コブ(Abbie Cobb)                                       | ヘクター・ビジャレアル トマス・ブラッドショー マッケンジー・ブラッドショー                                                 |
| 06  | ニック・サーシー(Nick Searcy) ロニー・ジーン・ブレヴィンス(Ronnie Gene Blevins) キャリー・クーン(Carrie Coon)                                    | グレッグ・カーター中将 ルーサー・ヴィック ルアンヌ・ヴィック                                                               |
| 07  | デヴィッド・マルシアーノ(David Marciano) トミー・デューイ(Tommy Dewey)                                                                           | ゴードン・グレイソン ブライス・タイラー                                                                                    |
| 08  | ヤンシー・アリアス(Yancey Arias) マット・ジェラルド(Matt Gerald) アイリス・アルマリオ(Iris Almario)                                              | ハビエル・レオン（日本語吹替:加藤亮夫） ジョン・ノリス（日本語吹替:志村知幸） マルセラ・レオン                             |
| 09  | ウィル・ユン・リー(Will Yun Lee) チャーリー・コズニック(Charlie Koznick)                                                                         | ジン・コン（日本語吹替:遠藤大智） デヴィッド・コリングスワース                                                             |
| 10  | アラン・ラック(Alan Ruck) ローラ・スレイド・ウィギンズ(Laura Wiggins) ディーン・チェバラ(Dean Chekvala) ジョン・ポローノ(John Pollono)           | ジョナサン・ケイン レベッカ・ストランド（日本語吹替:近藤唯） ジャノ エリック・ハンソン                                     |
| 11  | クリストフ・コンラッド(Kristof Konrad) オクタビウス・J・ジョンソン(Octavius J. Johnson) イーサン・コーン(Ethan Cohn) アグネス・オレ(Agnes Olech) | トルビン・サルヴィ（日本語吹替:佐藤晴男） トロイ・リクセン ダニー アリョーナ                                               |
| 12  | フェイ・キングスリー(Faye Kingslee) マーク・エスピノザ(Mark D. Espinoza) パトリック・ジョン・ハーレイ(Patrick John Hurley)                       | メイ・チェン（No.13）（日本語吹替:木下紗華） ジョセフ・バーナード アレクサンダー・ハッチャー                               |
| 13  | デブラ・ムーニー(Debra Mooney) ボニータ・フリーデリシー(Bonita Friedericy) トニー・アメンドーラ(Tony Amendola)                                   | メアリー・ヴォーン クリスティ・キャメロン パルヴィス・シラジ（日本語吹替:松本大）                                          |